# Starorimska kolonija
Starorimska kolonija (lat. colonia, mn. coloniae) je bila naseobina koje su vlasti osnovale radi obrane osvojenih krajeva. Stoga su u početcima bile vojnim uporištima. Širenjem rimske države više se nisu nalazile na neprijateljskom području odnosno bivale su sve udaljenije od neposredne ratne ugroze. Tako su izgubile prvotnu namjenu te su postala obična gradska naselja. 
Razlozi osnivanja su se mijenjali tijekom stoljeća. Obrambeni je razlog bio u drugom planu, a u prvom je planu bilo mjesto vojnog umirovljenja rimskih legionara koji su odslužili obveznu vojnu službu. Kolonija im je bila mjestom nagrade odnosno mjesto gdje su dobili zemlju. Talva se praksa raširila nakon marijevskih reforma s kraja 2. stoljeća pr. Kr.
Kolonija je bila mjestom širenja rimske kulture u rubnim rimskim provincijama i ujedno mjestom mirne pacifikacije ratobornih pograničnih plemena. Tako su romanizirani neki narodi (Gali).
Tijekom vremena pojam je promijenio značenje, tako da je colonia označavala najviši status koji je neki grad mogao dobiti u starorimskoj državi. 